# Dronning
 For alternative betydninger, se Dronning (flertydig). (Se også artikler, som begynder med Dronning)
Dronning er en titel, der tilfalder en konges hustru eller en kvindelig monark.

## Tiltale og titel
En dronning er rigets førstedame. Hun omtales "Hendes Majestæt" og tiltales Deres Majestæt.
Efterlever dronningen kongen, tituleres hun enkedronning og beholder i Danmark sin rang af majestæt. I andre kongehuse (som i det nederlandske kongehus), mister dronningen sin titel "dronning" når hun abdicerer og bærer titlen "prinsesse", men hun får titlen som dronning tilbage igen, når hun er afgået ved døden.

## Etymologi
Ordet dronning er femininum af drótt, som tidligere var betegnelsen for en høvding, fyrste, herre eller konge.
Ordet dronning forekommer kun i de nordiske sprog.

## Nuværende dronninger
Denne liste er ufuldstændig; hjælp gerne med at udfylde den.
Kongen af Marokkos ægtefælle har titel af prinsesse og altså ikke titel af dronning.

Listen senest efterset 26. juli 2019.
| Billede | Navn                    | Land           | Type                                               | Dronning siden | Ægtefælle                        | Noter                                                                                           |
| ------- | ----------------------- | -------------- | -------------------------------------------------- | -------------- | -------------------------------- | ----------------------------------------------------------------------------------------------- |
|         | Azizah Aminah Maimunah  | Malaysia       | Gemalinde                                          | 2019           | Abdullah af Pahang               |                                                                                                 |
|         | Best Kemigisa           | Toro           | Dronningemoder, enkedronning                       | 1993           | Olimi 3. af Toro                 | Hun blev gift med Olimi 3. i 1987, men kongedømmet blev først genoprettet i 1993                |
|         | Camilla                 | Storbritannien | Gemalinde                                          | 2022           | Charles 3. af Storbritannien     | Også dronning i 14 andre nationer                                                               |
|         | Jetsun Pema             | Bhutan         | Gemalinde                                          | 2011           | Jigme Khesar Namgyel Wangchuck   |                                                                                                 |
|         | Kesang Choden           | Bhutan         | Enkedronning, dronningemoder, dronningebedstemoder | 1972           | Jigme Dorji Wangchuck            | Fra 1952 gemalinde                                                                              |
|         | Letizia af Spanien      | Spanien        | Gemalinde                                          | 2014           | Felipe 6. af Spanien             |                                                                                                 |
|         | Margaret Adyeri Karunga | Bunyoro-Kitara | Gemalinde                                          | 2002           | Iguru 1. af Bunyoro-Kitara       |                                                                                                 |
|         | Margrethe 2.            | Danmark        | Regerende                                          | 1972           | Prins Henrik                     |                                                                                                 |
|         | 'Masenate Mohato Seeiso | Lesotho        | Gemalinde                                          | 2000           | Letsie 3. af Lesotho             |                                                                                                 |
|         | Mathilde af Belgien     | Belgien        | Gemalinde                                          | 2013           | Philippe af Belgien              |                                                                                                 |
|         | Máxima af Nederlandene  | Nederlandene   | Gemalinde                                          | 2013           | Willem-Alexander af Nederlandene |                                                                                                 |
|         | Nanasipauʻu Tukuʻaho    | Tonga          | Gemalinde                                          | 2012           | Tupou 6. af Tonga                |                                                                                                 |
|         | Noor af Jordan          | Jordan         | Enkedronning                                       | 1999           | Hussein af Jordan                | Fra 1978 gemalinde                                                                              |
|         | Norodom Monineath       | Cambodia       | Enkedronning, dronningemoder                       | 1952           | Norodom Sihanouk                 |                                                                                                 |
|         | Ntfombi af Swaziland    | Swaziland      | Regerende dronning, enkedronning, dronningemoder   | 1986           | Sobhuza 2. af Swaziland          | Regent for sin søn fra 1983                                                                     |
|         | Paola af Belgien        | Belgien        | Dronningemoder                                     | 1993           | Albert 2. af Belgien             |                                                                                                 |
|         | Rania af Jordan         | Jordan         | Gemalinde                                          | 1999           | Abdullah 2. af Jordan            |                                                                                                 |
|         | Silvia af Sverige       | Sverige        | Gemalinde                                          | 1976           | Carl 16. Gustav af Sverige       |                                                                                                 |
|         | Sirikit                 | Thailand       | Enkedronning, dronningemoder                       | 1950           | Bhumibol Adulyadej               |                                                                                                 |
|         | Sofia af Spanien        | Spanien        | Dronningemoder                                     | 1975           | Juan Carlos af Spanien           |                                                                                                 |
|         | Sonja af Norge          | Norge          | Gemalinde                                          | 1991           | Harald 5. af Norge               |                                                                                                 |
|         | Suthida af Thailand     | Thailand       | Gemalinde                                          | 2019           | Vajiralongkorn                   |                                                                                                 |
|         | Sylvia af Buganda       | Buganda        | Gemalinde                                          | 1999           | Muwenda Mutebi 2.                |                                                                                                 |
|         | Tshering Yangdon        | Bhutan         | Dronningemoder                                     | 1979           | Jigme Singye Wangchuck           | Den offentlige bryllupsceremoni fandt først sted i 1988, ni år efter det private bryllup i 1979 |

## Eks-dronninger
En række monarkier er gennem årene afskaffet, og de efterlevende dronninger fra disse monarkier er således nu eks-dronninger. En anden type eks-dronning er, når en regerende dronning abdicerer, og i stedet får tildelt titel af prinsesse efter abdikationen. I Malaysia regerer kongerne maksimalt 5 år ad gangen, inden de bliver afløst af den næste regent i rækken. Deres respektive ægtefæller er således også kun dronninger i maksimalt 5 år ad gangen, og bliver derefter eks-dronninger.

Listen senest efterset 26. juli 2019.
| Billede | Navn                                       | Land         | Type                                       | Dronning siden | Ægtefælle                         | Noter                                                                         |
| ------- | ------------------------------------------ | ------------ | ------------------------------------------ | -------------- | --------------------------------- | ----------------------------------------------------------------------------- |
|         | Anne-Marie af Grækenland                   | Grækenland   | Eks-dronning, enkedronning                 | 1964           | Konstantin 2. af Grækenland       | Monarkiet afskaffet 1974                                                      |
|         | Bainun binti Mohd Ali                      | Malaysia     | Eks-dronning                               | 1989           | Azlan Shah af Perak               | Hendes mands embede som konge af Malaysia ophørte i 1994                      |
|         | Beatrix af Nederlandene                    | Nederlandene | Eks-regerende dronning, abdiceret dronning | 1980           | Claus van Amsberg                 | Abdiceret som regerende dronning 2013, og derefter tildelt titel af prinsesse |
|         | Fauziah binti Almarhum Tengku Abdul Rashid | Malaysia     | Eks-dronning                               | 2001           | Sirajuddin af Perlis              | Hendes mands embede som konge af Malaysia ophørte i 2006                      |
|         | Haminah Hamidun                            | Malaysia     | Eks-dronning                               | 2011           | Abdul Halim af Kedah              | Hendes mands embede som konge af Malaysia ophørte i 2016                      |
|         | Hope Cooke                                 | Sikkim       | Eks-dronning                               | 1965           | Palden Thondup Namgyal af Sikkim  | Monarkiet afskaffet 1975                                                      |
| Note:   | Komal af Nepal                             | Nepal        | Eks-dronning                               | 2001           | Gyanendra Bir Bikram Shah Dev     | Monarkiet afskaffet 2008                                                      |
|         | Najihah binti Tunku Besar Burhanuddin      | Malaysia     | Eks-dronning                               | 1994           | Ja’afar af Negeri Sembilan        | Hendes mands embede som konge af Malaysia ophørte i 1999                      |
|         | Nur Zahirah                                | Malaysia     | Eks-dronning                               | 2006           | Mizan Zainal Abidin af Terengganu | Hendes mands embede som konge af Malaysia ophørte i 2011                      |
|         | Siti Aishah Abdul Rahman                   | Malaysia     | Eks-dronning, enkedronning                 | 1999           | Salahuddin af Selangor            | Hendes mand døde i embede i 2001                                              |
|         | Ratna af Nepal                             | Nepal        | Enkedronning, eks-droninng                 | 1955           | Mahendra af Nepal                 | Monarkiet afskaffet 2008                                                      |